# Mauricio Wollheim
Mauricio Wollheim (* 19. November 1828 in Breslau als Moritz Wollheim; † 1906) war ein mexikanischer Botschafter.

## Leben
Moritz Wollheim war, wie sein Halbbruder Caesar Wollheim (1814–1882), ein Sohn von Scholem Wollheim und Enkel des Wollmakler Jacob Salomon Wollheim (1745–1811 in Breslau).
Mauricio Wollheim wurde am 11. Juni 1883 Abteilungsleiter im Secretaría de Relaciones Exteriores.
Er gehörte mit José María Rascón zu den ersten Gesandten der mexikanischen Regierung bei der Regierung in Japan, war dort an Verhandlungen zu einem Freundschafts-, Handels- und Schifffahrtsvertrag beteiligt und teilte dies in einem Schreiben vom 3. Dezember 1887 mit.
1883 hatte die Regierung von Manuel del Refugio González Flores ein Ley sobre colonización y deslinde de terrenos baldíos, erlassen mit dem der Kaffeeanbau forciert werden sollte.
1893 gründete Mauricio Wollheim mit 22 weiteren Gesellschaftern darunter Enomoto Takeaki
Fujita Toshiro, dem Gesandtschaftssekretär erster Klasse am japanischen Konsulat in San Francisco
La Sociedad Colonizadora Japón - México. Über dieser Gesellschaft wurden Latifundien zum Kaffeeanbau in Chiapas verkauft. Torazi Kusakado gehörte zu ihren ersten Vertragspartner und kam mit 35 Kolonos aus Japan am 5. Juni 1897 nach Tapachula. Wegen der Zustände in der Enomoto Kolonie in Soconusco flüchtete ein Teil der Kolonisten, während sich etwa zehn bewaffnet nach Mexiko begaben, um sich beim japanischen Konsul zu beschweren. Torazi Kusakado empfahl in der Folge nur noch freie Emigranten nach Mexiko zu senden, womit er einräumte, dass sich seine Hintersassen in Schuldknechtschaft befanden.
Am 24. August 1891 wurde Mauricio Wollheim in Japan zum Botschaftssekretär befördert.
Am 25. August 1893 legte er sein Akkreditierungsschreiben als Geschäftsträger bei der Regierung von Japan vor.
Am 14. Juni 1897 wurde er zum Botschafter befördert, was er am 18. September 1897 der japanischen Regierung mitteilte. Am 28. Januar 1899 verließ er Japan und wurde am 10. Februar 1899 in den Ruhestand versetzt. Er wurde von der japanischen Regierung in den Orden des Heiligen Schatzes aufgenommen.
Am 6. November 1900 wurde ein Freundschafts- und Handelsvertrag zwischen der Regierung von Nicaragua und der Regierung von Mexiko, durch Wollheim unterzeichnet.
| Vorgänger         | Amt                                                | Nachfolger          |
| ----------------- | -------------------------------------------------- | ------------------- |
| José María Rascón | Mexikanischer Minister Resident in Tokio 1893–1899 | Carlos Américo Lera |
| —                 | Mexikanischer Geschäftsträger in Peking 1893–1899  | Carlos Américo Lera |